# Batman Eternal
Batman Eternal è una serie a fumetti edita da DC Comics nel 2014, pianificata per rivoluzionare l'universo narrativo di Batman.
La serie, di 52 numeri, è uscita con una cadenza settimanale seguendo l'esempio di altre serie di successo dell'editore americano come 52. Gli autori principali della serie Scott Snyder e James Tynion IV, che l'hanno ideata, scritta in buona parte e hanno funto da veri e propri showrunner. Per scrivere la serie si sono alternati ai testi, oltre ai due autori principali, anche gli sceneggiatori John Layman, Tim Seeley, Ray Fawkes e Kyle Higgins. Il tutto con un pool di artisti molto vario ai disegni.
L'intento della serie, secondo le dichiarazioni di Snyder e Tynion IV, è quello di esplorare Gotham e l'universo narrativo batmaniano nella sua totalità (la parte più urbana e realistica, quella più prettamente supereroistica, quella soprannaturale\fantascientifica ecc.) con una trama complessa e di ampio respiro che ne coinvolga tutti i personaggi. In questo modo Eternal si configurerebbe come una serie atta a consolidare ogni aspetto dell'universo narrativo batmaniano come facenti parte di un unico contesto coeso e coerente ed allo stesso tempo volta a mettere in scena degli avvenimenti che scardinino lo status quo del personaggio e di tutto ciò che gli ruota attorno.

## Sequel
Durante il San Diego Comic-Con International 2015 la DC Comics ha confermato la produzione di un seguito intitolato Batman and Robin Eternal, nuovamente sceneggiata da James Tynion IV, affiancato da Scott Snyder, Tim Seeley, Geneveive Valentine, Steve Orlando, Jackson Lanzing, Collin Kelly e Ed BrissonIt.